# Gu Shunzhang
Gu Shunzhang (chinois : 顾顺章 ; chinois traditionnel : 顧順章 ; pinyin : gù shùnzhāng), nom de naissance, Gu Fengmin (顧鳳鳴 / 顾凤鸣, gù fèngmíng), né en 1903 et décédé en juin 1935[réf. nécessaire], magicien célèbre des cabarets de Shanghaï, a également été un agent d'influence du Parti communiste chinois dans cette ville.

## Biographie
Né dans les bas-fonds de Shanghai en 1903, il en fréquente les célèbres cabarets et finit par intégrer la mafia locale, la Bande Verte.
Il disparaît quelque temps avant de revenir sous le nom de Hua Guangqi, en qualité de magicien. Il connaîtra un certain succès dans cette ville, ce qui ne l'empêchera pas de rejoindre les rangs du Parti communiste chinois, le PCC.

## Agent du Parti communiste chinois
Garde du corps de l'envoyé soviétique Mikhaïl Borodine en Chine, il est envoyé à Vladivostok en octobre 1926 pour se familiariser avec les techniques d'espionnage. À son retour d'URSS, il est chargé de préparer les troupes communistes à faire front au nationaliste Chiang Kaï-Shek, allié des communistes mais risquant de se retourner contre eux à tout moment - ce qui adviendra en avril 1927, lors du massacre de Shanghaï.
Gu parviendra à se cacher dans la concession française.
Il prend ensuite la tête des renseignements du parti embryonnaire, aux côtés de Kang Sheng, avant d'être capturé par les hommes du Kuomintang en 1931. Sous la menace, il finira par trahir le PCC au profit du Kuomintang. Il tente de négocier la protection de sa famille en échange d’informations, mais un agent du PCC infiltré dans les forces nationalistes fait avertir Zhou Enlai. En guise de représailles, sa famille sera exécutée ou enterrée vivante par des agents du PCC . À la suite de cela, se sachant condamné à mort et étant acculé, il dénonce tout l’appareil du PCC en sa connaissance, entraînant une vague d’arrestations qui désorganisent le parti.

## Dans la culture populaire.
Gu Shunzhang sous le nom de Kuo Chen-shang est un des personnages clés du roman « Le music des espions » (Tohubohu éditions - janvier 2017), l'opus 1 de « La suite de Shanghai », de Bruno Birolli.